# Castelo-palácio de Altamira

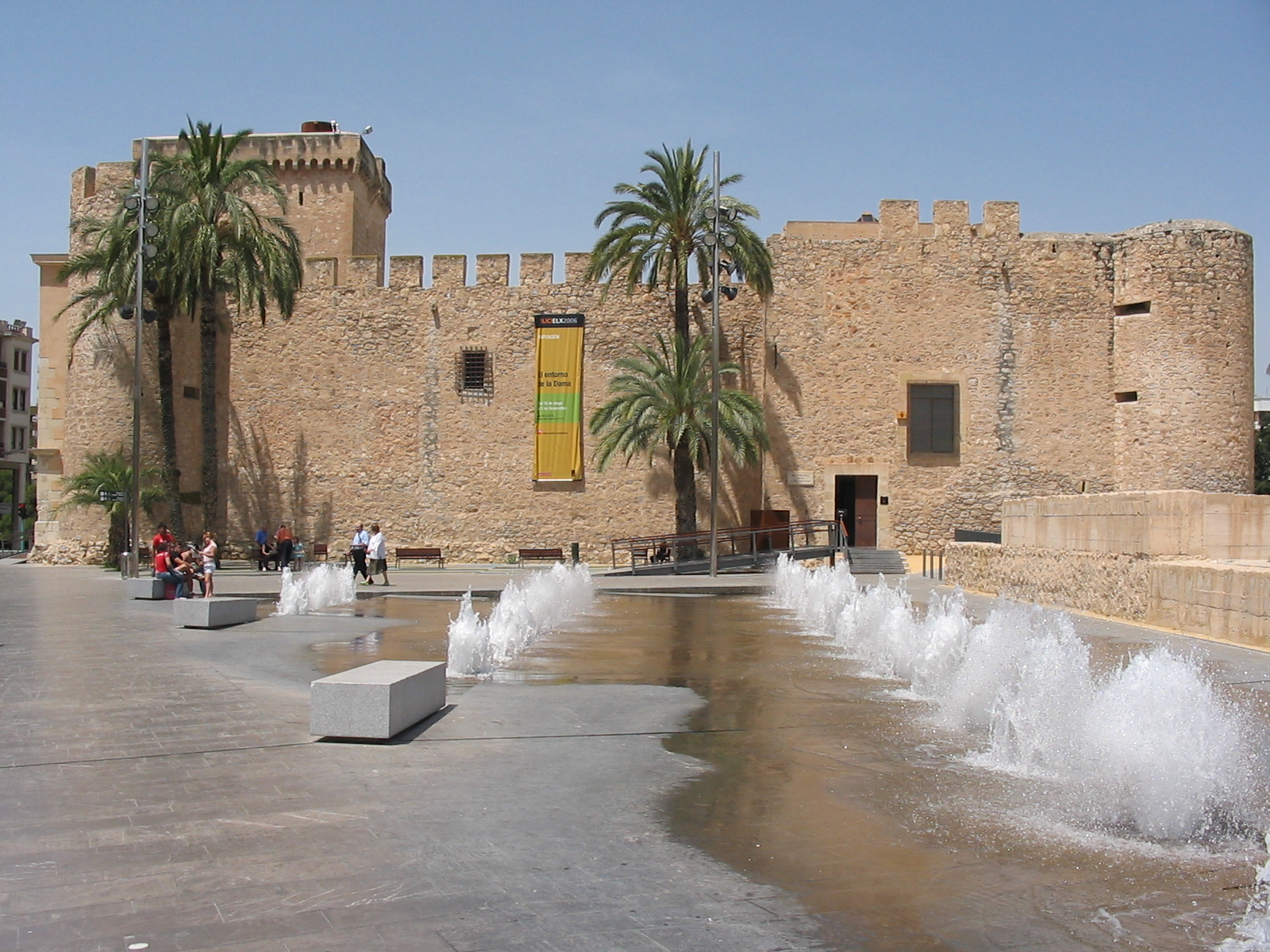
Castelo-palácio de Altamira, Espanha.

O Castelo-palácio de Altamira, também denominado Alcázar de la Señoría, localiza-se no termo do município de Elche, na província de Alicante, na comunidade autónoma da Comunidade Valenciana, na Espanha.
Ergue-se às margens do rio Vinalopó, no centro histórico da cidade.

## História
Foi erguido o final do século XV pelo nobre castelhano Gutierre de Cárdenas, primeiro senhor da cidade após ela retornar à Coroa Espanhola com os Reis Católicos, convertendo-se na sua residência habitual. É possível que tenha sido construído sobre uma edificação anterior, de fins do século XII ou início do século XIII, e que formaria parte das defesas da vila muralhada do Califado Almóada. Pertenceu ainda aos condes de Altamira.
Actualmente encontra-se restaurado e em perfeito estado de conservação, abrigando o Museo Arqueológico y de Historia de Elche, fundado pelo Arqueólogo Alejandro Ramos Folqués.

## Características
Apresenta planta poligonal, em que se destaca a sólida torre de menagem de planta quadrangular, e os torreões cilíndricos que protegem os seus vértices.